# Varicospira tyleri
Varicospira tyleri is een slakkensoort uit de familie van de Rostellariidae. De wetenschappelijke naam van de soort is voor het eerst geldig gepubliceerd in 1864 door H. Adams & A. Adams.